# Gymnocichla nudiceps
Gymnocichla nudiceps là một loài chim trong họ Thamnophilidae. Chúng được tìm thấy ở Belize, Colombia, Costa Rica, Guatemala, Honduras, Mexico, Nicaragua, và Panama.